# NGC 7085
NGC 7085 (другие обозначения — PGC 66926, MCG 1-55-1, ZWG 402.2, KARA 919, NPM1G +06.0539) — галактика в созвездии Пегас.
Этот объект входит в число перечисленных в оригинальной редакции «Нового общего каталога».